# ميخائيل كيم
ميخائيل كيم هو عازف بيانو كندي، ولد في 1968.

## وصلات خارجية
- ميخائيل كيم على موقع ميوزك برينز (الإنجليزية)